# Excelsis Dei
«Excelsis Dei» (с лат. — «Слава Господня») — одиннадцатый эпизод второго сезона сериала «Секретные материалы». Премьера состоялась 16 декабря 1994 на телеканале FOX. Эпизод является «монстром недели», не связанным с «мифологией сериала».
Малдер и Скалли расследуют дело женщины, медсестры в доме престарелых, которая утверждает, что была изнасилована призраком. У сестры Мишель Чартерс есть синяки в доказательство нападения, но не удивительно, что её заявления не воспринимают всерьёз. Дом престарелых предназначен преимущественно для больных болезнью Альцгеймера пациентов, а доктора там ставят на них эксперименты с использованием известных препаратов, один из которых в прошлом показывал не самые успешные результаты. Однако теперь он даёт позитивные результаты, даже несмотря на то, что это необъяснимо. Инциденты продолжаются, что заставляет агентов думать, что обитатели получают другие медпрепараты от кого-то в лечебнице.

## Сюжет
Агенты Фокс Малдер (Дэвид Духовны) и Дана Скалли (Джиллиан Андерсон) вызваны в Вустер (Массачусетс) в частный дом престарелых под названием «Excelsis Dei», чтобы расследовать дело медсестры, которая утверждает, будто была изнасилована невидимым существом. Покрытая несколькими синяками Мишель Чартерс говорит, что знает того, кто ответственен за происшедшее, и называет имя нападавшего — Хол Арден, престарелого обитателя лечебницы. При допросе Арден признается, что он заигрывал с медсестрой, но совершенно безобидные, ведь он слишком стар, чтобы сгодиться на что-либо ещё.
По ходу следствия Малдер и Скалли обнаруживают, что санитар-малайзиец незаконно снабжает пациентов растительным наркотиком, сделанным на основе грибов, которые он выращивает в подвале дома престарелых. Наркотик излечивает болезнь Альцгеймера, но, с другой стороны, позволяет старикам видеть духи людей, умерших в доме престарелых и становиться для них «проводниками» в мир живых. Так что привидения нападают и убивают санитаров, которые присматривали и плохо обращались с ними при жизни. Когда у одного из пациентов случается передозировка, духи ещё раз нападают на Чартерс, загоняя её с Малдером в ловушку в затопляемой ванной комнате.
Скалли и главврач лечебницы останавливают приступ у пациента, духи исчезают, а двери ванной открываются, освобождая Малдера и Чартерс. Правительство Массачусетса закрывает лечебницу, а малайзийский санитар отправлен в иммиграционную службу. Оставшиеся пациенты, не имеющие более доступа к наркотикам, возвращаются к своему прежнему состоянию деменции.

## В ролях
- Джиллиан Андерсон в роли агента Даны Скалли
- Дэвид Духовны в роли агента Фокса Малдера
- Терил Ротери в роли Мишель Чартерс
- Саб Шимоно[англ.] в роли Ганга Битюэна
- Франсис Бэй в роли Дороти
- Эрик Кристмас[англ.] в роли Стэна Филлипса
- Дэвид Фреско в роли Хола Ардена
- Шейла Мур в роли миссис Доусон[1]

## Съёмки
- Эпизод был снят режиссёром Стивеном Серджиком[англ.], и это его единственное появление в сериале[2]. Серджика пригласили на роль режиссёра из-за того, что он был большим поклонником сериала[3].
- Эпизод было сложно снимать. В книге Полные Секретные материалы отмечается, что «начало съёмок принесло головную боль персоналу как во время самого съёмочного процесса, так и во время монтажа»[4]. И это произошло даже не от того, что сценарий актёры и съёмочная группа увидели всего за 2 дня до начала процесса[3].
- Чтобы снять сцену с водой, вырывающейся из двери ванной, на съёмочную площадку пригласили специалиста по спецэффектам Дэйва Готье, который построил ёмкость, из которой в коридор выливалось 3300 галлонов воды[2][4].
- В финальную версию не вошла часть эпизода, которая рассказывает о личной жизни Мишель. По сценарию она недвусмысленно описана как лесбийская. Создатель сериала Крис Картер решил удалить эту сцену, так как посчитал её неуместной в данном случае[2].
- Многие сцены были сняты в Больнице Ривервью, лечебнице для душевнобольных, расположенной в городе Кокуитлам. Во время съёмок в этом месте несколько членов съёмочной группы утверждали, что слышали загадочные голоса и не осмеливались зайти глубже в здание из страха, что место съёмок на самом деле — дом с привидениями[3].
- В серии участвуют несколько актрис, которые прежде появлялись в других эпизодах сериала. Таша Симмс, которая играет дочь Стэна Филлипса, прежде играла мать Синди Рирдон в эпизоде «Ева» первого сезона. Шейла Мур, которая появляется в качестве второстепенного персонажа в эпизоде «Глубокая Глотка», играет здесь директора дома престарелых[2].